# 2005 VX3
2000 OO67,
2002 RN109,
2006 SQ372, 
2007 DA61,
2010 BK118, 2010 GB174, 2010 NV1, 
2005 VX3 est un objet transneptunien du système solaire.
Lors de sa découverte c'était l'objet connu ayant le plus grand aphélie, ainsi que le plus grand demi-grand axe héliocentrique, par ce fait il possédait la plus grande excentricité d'une planète mineure connue ; son périhélie se trouve à l'intérieur de l'orbite de Jupiter.

## Remarque
Compte tenu de l'excentricité orbitale de cet objet, différentes époques peuvent donner des positions héliocentriques différentes dans la problématique à deux corps. Les objets de grande excentricité ont des coordonnées barycentriques plus stables que les coordonnées héliocentriques. Avec l'utilisation du JPL Horizons On-Line Ephemeris System, le demi-grand axe barycentrique est d'environ 945 UA.